# Mister Mystère
Mister Mystère (с фр. — «Мистер Тайна») — пятый студийный альбом французского музыканта Матье Шедида, вышедший в 2009 году.

## Об альбоме
Mister Mystère является первым студийным альбомом Матье после шестилетнего перерыва, во время которого он, в основном, занимался музыкой в сайд-проектах, в том числе, со своим отцом Луи, малийским дуэтом Амаду и Мариам и Ванессой Паради. 
Идею названия альбома музыканту подала Бриджитт Фонтейн, с которой он также сотрудничал. Она же написала для альбома несколько песен. Появление же Матье в более «мрачном» образе — чёрно-белом костюме вместо яркого сюртука и фирменной причёске — вызвало большое внимание и неоднозначную реакцию аудитории, хотя сам альбом, в целом, был хорошо принят[кем?] — был назван «инновационным», с «более чувственными текстами», что представляет собой метаморфозу для Матье как для художника. Кроме самого Шедида в создании альбома принимали участие: уже названная Бриджитт Фонтейн, режиссёр Гийом Кане и семья самого музыканта — отец, Луи, придумал несколько песен, брат Джозеф играл на барабанах, сестра Анна пела в хоре, а другая сестра, Эмили, помогла в выпуске сопровождающего DVD.
Альбом оказался коммерчески успешным — в первую неделю было продано 51 000 копий, в чарте «Топ 100» под № 1 альбом пробыл неделю, а из общего чарта не выходил 76 недель. Были сняты клипы на песни «Est-ce que c’est ça», «Le Roi des ombres» (в этом клипе Матье сжигает маленькую фигуру персонажа -М-) и «Amssétou» (музыкант путешествует по Мали, сама песня тоже об этой стране). Осенью 2009 года начался масштабный тур в поддержку альбома.

## Список композиций

### 1 диск
| №   | Название              | Продолжительность |
| --- | --------------------- | ----------------- |
| 1.  | «Mister Mystère»      | 3:27              |
| 2.  | «Phébus»              | 2:38              |
| 3.  | «Est-ce que c’est ça» | 3:23              |
| 4.  | «Le Roi des ombres»   | 2:57              |
| 5.  | «Tanagra»             | 3:40              |
| 6.  | «L'Élixir»            | 3:34              |
| 7.  | «Ça sonne faux»       | 1:34              |
| 8.  | «Destroy»             | 3:26              |
| 9.  | «Semaine»             | 2:32              |
| 10. | «Amssétou»            | 3:06              |
| 11. | «Tout sauf toi»       | 2:40              |
| 12. | «Hold Up»             | 4:15              |
| 13. | «Délivre»             | 3:06              |

### 2 диск (Lettres à Tanagra)
| №  | Название           | Продолжительность |
| -- | ------------------ | ----------------- |
| 1. | «Lettre à Tanagra» | 2:20              |
| 2. | «Brigand»          | 2:44              |
| 3. | «Crise»            | 5:27              |
| 4. | «Je les adore»     | 4:09              |

- Кроме того на iTunes вышел трек «Le Roi des ombres (Démo)» длиной в 2 минуты 58 секунд.